# Henry de Vic
Pour les articles homonymes, voir Vic (homonymie).
Ne doit pas être confondu avec Henri de Vic.
Henry de Vic, né en 1599 à Guernesey et mort le 20 novembre 1671 à Londres, est un courtisan, diplomate, baronnet, secrétaire royal, membre de la Royal Society et chancelier de l'Ordre de la Jarretière.

## Biographie
Henry de Vic était le fils de Jean de Vic et d'Elisabeth Pageot. Il épousa Margaret Carteret, membre de la famille de Carteret. ils auront deux enfants, Charles de Vic, second Baronnet et Anna Charlotte de Vic, épouse de John Lord Frescheville.
Il fit ses études secondaires au collège de Westminster School à Londres. Il poursuivit des études universitaires à l'université d'Oxford de Christ Church d'où il sort diplômé en 1619. 
Le 27 juillet 1640, le domaine de la Braye du Valle, à l'origine propriété de la Couronne britannique, situé au nord-est de l'île de Guernesey, lui fut offert par le roi d'Angleterre, Charles Ier, en même temps que d'autres terres, en contrepartie de longs états de service rendus à la Couronne britannique.
En 1649, il est anobli et devient baronnet sous la désignation de Sir Henry de Vic.
Henry de Vic part s'installer à Bruxelles pendant une vingtaine d'années. Il est le représentant diplomatique du roi d'Angleterre, Charles II. Durant cette période, en 1655, il a une liaison amoureuse avec Lucy Walter, l'ancienne maîtresse du roi Charles II.
En 1660, Charles II d'Angleterre le nomme secrétaire royal pour la langue française et chancelier de l'ordre de la Jarretière. 
En 1662, est devenu le contrôleur trésorier de la maison au duc d'York. La même année il a été élu membre de la Royal Society.
À sa mort survenue le 20 novembre 1671 à Londres, il fut enterré dans le transept de l'abbaye de Westminster.